# Apostolisches Vikariat Esmeraldas
Das Apostolische Vikariat Esmeraldas (lateinisch Apostolicus Vicariatus Esmeraldensis, spanisch Vicariato Apostólico de Esmeraldas) ist ein in Ecuador gelegenes römisch-katholisches Apostolisches Vikariat mit Sitz in Esmeraldas.

## Geschichte
Das Apostolische Vikariat Esmeraldas wurde am 14. Dezember 1945 durch Papst Pius XII. aus Gebietsabtretungen des Bistums Portoviejo als Apostolische Präfektur Esmeraldas errichtet. Am 14. November 1957 wurde die Apostolische Präfektur Esmeraldas zum Apostolischen Vikariat erhoben.

## Ordinarien von Esmeraldas

### Apostolische Präfekten
- Jeroteo del Carmelo OCD, 1946–1954

### Apostolische Vikare
- Angelo Barbisotti FSCJ, 1957–1972
- Enrico Bartolucci Panaroni MCCJ, 1973–1995
- Eugenio Arellano Fernández MCCJ, 1995–2021
- Antonio Crameri SSC, seit 2021